# Brownleea
Brownleea là một chi thực vật có hoa trong họ, Orchidaceae.